# Мала Кам'янка (річка)
Мала Кам'янка - мала річка в Луганській області. Права притока Великої Кам'янки (басейн Сіверського Дінця). Тече переважно на північний захід.
Довжина річки - 17 км, похил річки - 9,2 м/км, площа басейну - 89,9 км². Впадає у Велику Кам'янку за 97 км. від її гирла.

## Населені пункти
- селище Новоукраїнка (витік в околицях)
- смт. Ясенівський
- село Картушине
- село Ребрикове
- село Кам'янка (гирло на Великій Кам'янці)